# David Jones (futbolista nacido en 1952)
David Edward Jones (Gosport, 11 de febrero de 1952) es un exfutbolista británico que jugaba en la demarcación de defensa.

## Selección nacional
Debutó con la selección de fútbol de Gales el 6 de mayo de 1976 en un partido del British Home Championship contra Escocia que finalizó con un resultado de 3-1 a favor del combinado escocés tras los goles de Willie Pettigrew, Bruce Rioch y de Eddie Gray para Escocia, y de Arfon Griffiths para Gales. Su octavo y último partido con la selección lo disputó el 17 de mayo de 1980, de nuevo en un partido del British Home Championship, contra Inglaterra.

### Goles internacionales
| # | Fecha                   | Estadio                               | Oponente         | Gol | Resultado | Competición |
| - | ----------------------- | ------------------------------------- | ---------------- | --- | --------- | ----------- |
| 1 | 14 de diciembre de 1977 | Signal Iduna Park, Dortmund, Alemania | Alemania Federal | 1-1 | 1–1       | Amistoso    |

## Clubes
| Club                 | País       | Año         | Partidos | Goles |
| -------------------- | ---------- | ----------- | -------- | ----- |
| AFC Bournemouth      | Gales      | 1970 - 1974 | 134      | 5     |
| Nottingham Forest FC | Inglaterra | 1974 - 1975 | 36       | 1     |
| Norwich City FC      | Inglaterra | 1975 - 1980 | 123      | 4     |